# Dolichopeza (Nesopeza) gracilis
Dolichopeza (Nesopeza) gracilis is een tweevleugelige uit de familie langpootmuggen (Tipulidae). De soort komt voor in het Oriëntaals en Australaziatisch gebied.